# Starglider 2
Starglider 2 o Starglider II, occasionalmente mostrato anche con il sottotitolo The Egrons Strike Back, è un videogioco di simulazione spaziale con un ambiente in grafica 3D realizzato nel 1988 da Argonaut Software e pubblicato da Rainbird Software. Uscì per Amiga, Atari ST, MS-DOS, PC-98, Mac e ZX Spectrum. Scopo del gioco è visitare i pianeti di un remoto sistema planetario alla ricerca delle parti necessarie a costruire una bomba a neutroni necessaria a distruggere l'astronave degli invasori alieni Ergon.

## Trama
Starglider 2 riprende le vicende narrate nel precedente capitolo Starglider del 1986: gli Ergon, una razza aliena che ha cercato di invadere il pianeta Novenia, dopo un periodo di inattività, tornano a minacciare quel sistema planetario ed iniziano la costruzione di una stazione spaziale, una gigantesca arma che può proiettare un fascio di energia capace di polverizzare l'intero pianeta Novenia. Per difendersi dall'attacco gli abitanti del pianeta incaricano nuovamente Jaysan, l'eroe che in Starglider aveva già ricacciato la minaccia degli Ergon, e gli affidano un veicolo spaziale denominato Icarus.
Il giocatore impersonifica Jaysan ed il suo scopo sarà quello di spostarsi sui vari pianeti del sistema e recuperare tutte le parti necessarie alla costruzione di una potente bomba a neutroni per distruggere la stazione spaziale degli Ergon. La raccolta delle componenti vede il superamento di altri passi intermedi, come la ricerca del professore nucleare capace di assemblare la bomba, il ritrovamento degli esplosivi necessari a distruggere i satelliti di difesa che proteggono la stazione degli Ergon, la ricerca nei tunnel sotterranei dei pianeti dei componenti della bomba, il combattimento con le astronavi Ergon che danno la caccia ad Icarus ed altri ostacoli.

## Modalità di gioco
In Starglider 2 il giocatore gioca in un ambiente aperto e continuo: può spostarsi liberamente ed esplorare tutti i pianeti del sistema, interagendo con tutto ciò che incontra e senza i vincoli imposti dai giochi composti da una serie di livelli da affrontare e risolvere. La storia del gioco evolve in tempo reale e la ricerca delle parti della bomba va fatta in fretta perché gli Ergon procedono senza sosta alla costruzione della stazione. Il gioco termina o con il giocatore che riesce a distruggere la stazione o con gli Ergon che riescono a terminarla distruggendo quindi Novenia.
Caratteristiche particolari del gioco sono le "balene spaziali" che "nuotano" nell'atmosfera dei pianeti, ed il sistema di ricarica dell'energia dell'Icarus: il giocatore deve volare attraverso gli strati alti dell'atmosfera della stella del sistema. Deve però volare ad una determinata distanza dalla stella: se è troppo lontano, non raccoglie energia sufficiente, se è troppo vicino, l'astronave si surriscalda ed esplode.
Nel menu di avvio è presente anche una curiosa voce "Painting with Rolf". Ispirata a Doodle City del vecchio videogioco arcade I, Robot di Atari, è una modalità di disegno in cui l'utente può interagire con i modelli 3D presenti nel gioco stesso, come le astronavi ed i robot nemici, posizionandoli sullo schermo e spostandoli liberamente.

## Caratteristiche tecniche
A differenza di Starglider, che è basato su un motore grafico di tipo wireframe con un algoritmo per ottimizzare le risorse che rimuove le linee nascoste, Starglider 2 utilizza un motore capace di grafica 3D solida: i poligoni, però, sono riempiti solo nelle versioni a 16 bit mentre sui sistemi ad 8 bit gli oggetti sono rappresentati ancora con la grafica wireframe.
Nonostante avesse dei problemi nel gestire gli oggetti molto vicini all'osservatore, il motore grafico riusciva a rappresentare l'ambiente 3D senza rallentamenti e con buoni risultati visivi:  per questi motivi Starglider 2 fu annunciato come il punto di svolta nei giochi tridimensionali.

### Versioni per Amiga e Atari ST
Grazie alle prestazioni del motore 3D, il gioco era uno dei pochi titoli che giravano anche sulle versioni monocromatiche degli Atari ST dove l'alta risoluzione di queste macchine, utile nel desktop publishing, rappresentava invece un problema per i giochi complessi.
Una caratteristica tecnica unica di Starglider 2 era l'ADLS, o Argonaut Dual Loading System, un sistema per cui lo stesso dischetto del gioco poteva essere utilizzato sia su Atari ST che su Amiga. Il dischetto era formattato con un file system che poteva essere letto da entrambi i computer e conteneva lo stesso codice del gioco: ciò era possibile grazie al fatto che entrambe le macchine erano basate sulla stessa CPU, il Motorola 68000. Ciò che cambiava era solo il codice per accedere all'hardware specifico della macchina, come quello del sistema grafico. Il sistema ADLS si rivelò però non molto affidabile e fu abbandonato.
La musica di sottofondo quando appariva la schermata del titolo poteva essere ascoltata solo dai possessori di Atari ST e Amiga con almeno 1 MB di memoria. Inoltre, gli utenti dell'Atari ST dovevano avere un'unità floppy a doppio lato interna per poter caricare la musica nella memoria extra.

## Omaggi a Star Wars
Il gioco contiene diversi omaggi a Star Wars, di cui gli autori erano appassionati. La stazione spaziale è un chiaro richiamo alla Morte Nera, mentre il dispositivo con cui si aggancia la bomba a neutroni all'Icarus si chiama "Forslook", per cui per maneggiare la bomba va usato il Forslook. In lingua inglese sarebbe "use the Forslook", che suona esattamente come la frase che Obi-Wan Kenobi ripete spesso a Luke Skywalker: "use the Force, Luke" (Usa la Forza, Luke).